# Louis Henry Weston Klingender
Louis Henry Weston Klingender (* 22. April 1861 in Liverpool; † 1950 in Großbritannien) war ein britischer Tier- und Jagdmaler der Düsseldorfer Schule.

## Leben
Klingender, ein in Liverpool geborener Engländer, veröffentlichte seinen Werdegang 1898 in einer Selbstdarstellung. So kam er im Alter von 15 Jahren nach Düsseldorf, um seine „Erziehung zu vollenden“. Durch dortigen Verkehr mit der Familie Wislicenus sei in ihm der Wunsch rege geworden, Maler zu werden. 1880 kehrte er jedoch nach England zurück, um ein Praktikum in einer Maschinenfabrik abzuleisten, weil er Ingenieur werden sollte. Mit dem Ziel der „Darstellung dramatischer Momente aus dem Leben der Thiere in der Art Snyders, Landseers und Deikers“ vor Augen, begab er sich 1881 erneut nach Düsseldorf, wo der Letztgenannte ihm bis zum Anfang der 1890er Jahre einen Platz als Schüler und Assistent in seinem Privatatelier gab. In dieser Zeit reiste er mehrmals nach Wernigerode. Dank der Förderung durch Otto zu Stolberg-Wernigerode bot sich ihm in den Wäldern um Schloss Wernigerode die Gelegenheit, das Leben und die Jagd des Rot- und Schwarzwildes zu studieren. 1892 konnte er diese Studien in Pleß in Oberschlesien fortsetzen. Das Jahr 1893 verbrachte er in Südrussland. Dort konnte er Saigaantilopen und „den ungeheuren Zug fast sämmtlicher europäischer Vogelarten“ sehen. Eine Rückreise über Konstantinopel und das Mittelmeer hatte auf sein künstlerisches Empfinden einen großen Einfluss. 1894 heiratete er Florence, die Tochter des Düsseldorfer Beigeordneten Theodor Friedrich Emil Hoette (1831–1917) und dessen britischer Ehefrau Emily, geborene Scelton (1835–1917). Sein Schwiegervater hatte vor der Beigeordnetentätigkeit in Klingenders Geburtsstadt Liverpool als Kaufmann gearbeitet.
Das jungvermählte Paar zog nach Kronberg im Taunus. Dort verkehrte es in der Kronberger Malerkolonie und im Kreis der Maler Anton Burger und Adolf Schreyer. Bereits in den 1890er Jahren brachte es Klingender durch die Teilnahme an Berliner Akademie-Ausstellungen zu einer gewissen Bekanntheit. Weitere Ausstellungen hatte er in Bremen, Dresden, Düsseldorf und Magdeburg.
1902 zog das Paar nach Goslar in den Harz, wo es in Georgenberg wohnte. Sein Atelier richtete Klingender in dem Hintergebäude eines Museums in der Breiten Straße 67 ein. Dort erhielt auch der Harzmaler und -dichter Karl Reinecke-Altenau als Schüler Klingenders Malunterricht. In Goslar gehörte Klingender bald zu den Persönlichkeiten, die das kulturelle Leben förderten; er betätigte sich in wissenschaftlichen, musischen, volkskundlichen und sportlichen Vereinen. 1907 wurde in Goslar der Sohn Francis Donald geboren, der später als marxistischer Soziologe und Kunsthistoriker bekannt wurde. Mit Ausbruch des Ersten Weltkriegs galt Klingender als potenzieller britischer Spion, 1914 wurde er in einem Lager bei Berlin interniert.
Nach dem Weltkrieg waren im spätromantischen Stil komponierte Tierbilder kaum noch gefragt. Im Oktober 1928 gaben die Klingenders ihren Goslarer Wohnsitz, der zuletzt am Claustorwall 26 bestanden hatte, auf und zogen nach England. Francis Donald, ihr Sohn, war bereits am 28. Mai 1926 nach London gezogen, nachdem er das Goslarer Gymnasium 1925 absolviert hatte. Auch in London erwiesen sich Klingenders Gemälde als unverkäuflich. So lebte die Familie in Armut und von dem geringen Einkommen ihres Sohns, der tagsüber in einer Werbeagentur arbeitete und bis 1930 in Abendkursen die London School of Economics and Political Science besuchte. In England trat Klingenders evangelisch getaufte Ehefrau Florence zum Katholizismus über; bald darauf wurde die Ehe geschieden und Florence kehrte nach Deutschland zurück, wo sie 1944 verstarb. Louis Henry Weston Klingender starb 1950 in Großbritannien.

## Werke (Auswahl)
- Achtzehnender-Hirsch von Wölfen zerrissen, 1891
- Ruhender Hirsch, 1895
- Rotwildrudel, 1899
- Zwei Dackel im Kampf mit einem Fuchs, 1903
- Wolfsrudel und Hirsch, 1881[6]
- Sauhatz, um 1909[7]
- Die besten Freunde, 1918
- Sichernder Fuchs, 1922
- Abendliche Hirschhatz am Abgrund